# Astartea heteranthera
Astartea heteranthera är en myrtenväxtart som beskrevs av Charles Austin Gardner. Astartea heteranthera ingår i släktet Astartea och familjen myrtenväxter. Inga underarter finns listade i Catalogue of Life.